# 1631 az irodalomban
Az 1631. év az irodalomban.

## Születések
- augusztus 19. – John Dryden angol költő, irodalomkritikus, fordító, drámaíró, a korabeli angol irodalmi élet irányítója († 1700)

## Halálozások
- március 31. – John Donne angol költő, a metafizikus költészet kiemelkedő képviselője (* 1572)
- december 9. – Rimay János költő, a magyar késő reneszánsz legjelentősebb íróegyénisége (* 1570 körül)